# LCP-klassen
LCP-klassen (eller Storebro SRC90E) er indsatsfartøjer der er indkøbt af Søværnet i Danmark fra det svenske værft Storebro Bruks AB.
Skibene er bygget i en sandwich-konstruktion af glasfiber og kulfiber rundt om en skumkerne, der sikrer billig vedligeholdelse. Fartøjet kan laste op til 2000 kg gods, 10 fuldt udrustede soldater eller 4 bårer til såret personel (eller en kombination heraf).
Der er plads til to indsatsfartøjer i hvert skib i Absalon-klassen. Disse fartøjer er malet i den traditionelle grå farve og er benævnt LCP1 til LCP4. Skibe af Knud Rasmussen-klassen vil være i stand til at bære et enkelt fartøj. De to fartøjer, der er indkøbt til Knud Rasmussen-klassen, er malet i orangerød farve og benævnt SAR1 og SAR2 med navnene Dagmar og Naja.
Indsatsfartøjerne benyttes til transport af personel, transport af materiel, afsøgning af havneindløb og havne, redningsopgaver, overvågningsopgaver, indsættelse af specialstyrker samt transport af såret personel eller civile.
| Pnt. | Navn   | Moderskib       | Indgået | Navngivet af                                       | Skæbne   | Kaldesignal |
| ---- | ------ | --------------- | ------- | -------------------------------------------------- | -------- | ----------- |
| LCP1 | -      | Absalon         | 2003    | -                                                  | Operativ | -           |
| LCP2 | -      | Absalon         | 2003    | -                                                  | Operativ | -           |
| LCP3 | -      | Esbern Snare    | 2004    | -                                                  | Operativ | -           |
| LCP4 | -      | Esbern Snare    | 2004    | -                                                  | Operativ | -           |
| SAR1 | Dagmar | Knud Rasmussen  | 2007    | Sermersooq A. C. Narup, borgmester i Kommuneqarfik | Operativ | -           |
| SAR2 | Naja   | Ejnar Mikkelsen | 2007    | Naja Mikkelsen                                     | Operativ | -           |